# Scoliidae

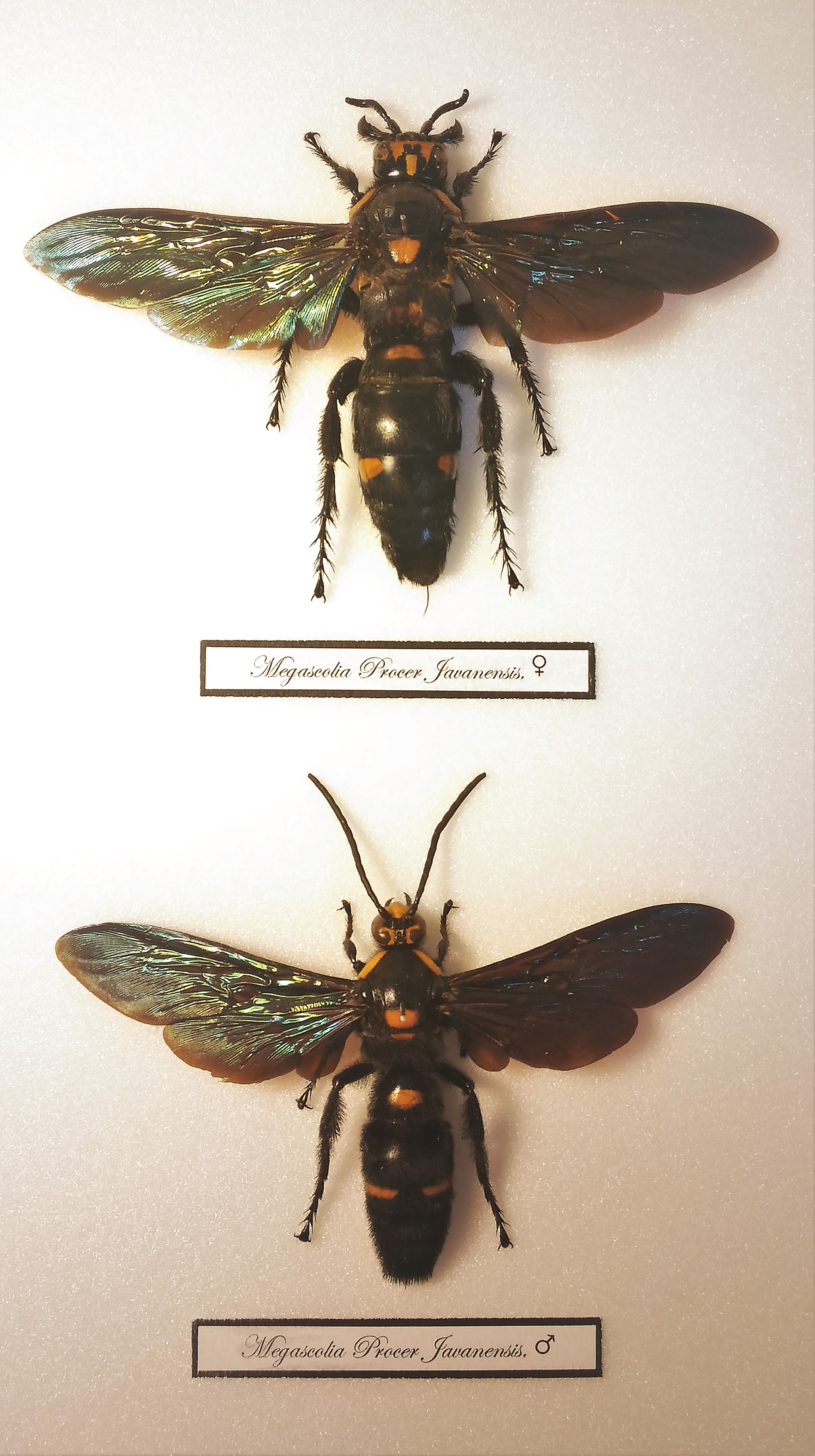
Femmina (in alto) e maschio (in basso) di Megascolia procer javanensis. Collezione privata, F. Turetta

Gli Scoliidi (Scoliidae Latreille, 1802) sono una famiglia di imenotteri vespoidei.

## Descrizione
Sono vespoidei di grandi dimensioni (alcune specie del genere Megascolia possono raggiungere i 4 cm di lunghezza e oltre, tanto che nel linguaggio comune sono chiamate vespe mammut o impropriamente "calabroni" giganti pur non essendo veri calabroni), con corpo peloso, e ali scure, spesso con riflessi metallici. I maschi sono più esili e longilinei delle femmine ed hanno antenne più lunghe.

## Distribuzione e habitat
La famiglia Scoliidae ha distribuzione cosmopolita.

## Biologia
Sono vespe solitarie, in genere univoltine (compiono cioè una sola generazione all'anno).
Sono parassitoidi idiobionti: le femmine depongono le proprie uova in una larva-ospite, che paralizzano con l'aiuto del loro pungiglione; dopo la puntura, la larva-ospite non è più in grado di progredire nello sviluppo e di muoversi. Parassitano preferenzialmente le larve di coleotteri lamellicorni (Scarabaeoidea), anche se è riportata qualche rara eccezione, a scapito di coleotteri curculionidi del genere Rhynchophorus.

La ricerca dell'ospite occupa la maggior parte del tempo delle femmine gravide, richiedendo una quantità d'energia considerevole e comportando un'esplorazione minuziosa degli strati superficiali del terreno..

Pur non costruendo nidi stricto sensu, alcune femmine di Scoliidae impregnano il substrato con le loro secrezioni salivari, creando una sorta di loggia ninfale tutt'attorno alla larva parassitata.. Consumati i tessuti della larva-ospite le larve si imbozzolano e trascorrono l'inverno in questo stadio. Normalmente i maschi fuoriescono dal bozzolo prima delle femmine e attendono queste ultime alla fuoriuscita dal nido per l'accoppiamento.

## Tassonomia
Comprende due sottofamiglie, 11 generi e oltre 300 specie:
- Sottofamiglia Proscoliinae
  - Proscolia Rasnitsyn, 1977
- Sottofamiglia Scoliinae
  - Tribù Campsomerini
    - Campsomeriella Betrem, 1941
    - Campsomeris Guérin-Méneville
    - Colpa Dufour, 1841
    - Crioscolia Bradley
    - Dasyscolia Bradley, 1951
    - Micromeriella Betrem, 1972
    - Trielis Saussure
    - Triscolia Saussure

  - Tribù Scoliini		
    - Megascolia Betrem, 1928
    - Scolia Fabricius 1775

Alcuni autori elevano la tribù Campsomerini al rango di sottofamiglia (Campsomerinae).

### Specie presenti in Italia
In Italia sono presenti le seguenti specie:
- Megascolia
  - Megascolia bidens (Linnaeus, 1767)
  - Megascolia flavifrons (Fabricius, 1775)
    - Megascolia flavifrons flavifrons (Fabricius, 1775)
    - Megascolia flavifrons haemorrhoidalis (Fabricius, 1787)
- Scolia
  - Scolia erythrocephala Fabricius, 1798
    - Scolia erythrocephala nigrescens Saussure & Sichel, 1864

  - Scolia galbula (Pallas, 1771)
  - Scolia hirta (Schrank, 1781)
    - Scolia hirta hirta (Schrank, 1781)
    - Scolia hirta unifasciata Cyrillo, 1787

  - Scolia hortorum Fabricius, 1787
  - Scolia insubrica (Scopoli, 1786)
  - Scolia neglecta Cyrillo, 1787
  - Scolia sexmaculata (Müller, 1766)
    - Scolia sexmaculata sexmaculata (Müller, 1766)
    - Scolia sexmaculata biguttata Fabricius, 1804
- Colpa
  - Colpa interrupta (Fabricius, 1781)
  - Colpa quinquecincta (Fabricius, 1775)
- Campsomeriella
  - Campsomeriella thoracica (Fabricius, 1787)
- Dasyscolia
  - Dasyscolia ciliata (Fabricius, 1787)